# Селигмен, Бен
Бен Барух Селигмен (англ. Ben Baruch Seligman; 20 ноября 1912, Ньюарк, штат Нью-Джерси — 23 октября 1970) — американский экономист, профессор Массачусетского технологического института, специалист в области истории экономической мысли.

## Биография
Родился 20 ноября 1912 года в Ньюарке, штат Нью-Джерси.
В 1934 году закончил бакалавром Бруклинский колледж с отличием, в 1936 году получил магистерскую степень в Колумбийском университете.
В 1940—1941 годах Бен продолжил своё обучение в Новой школе социальных исследований, в это же время преподавал в средней школе.
В 1942—1945 годах работал аналитиком в Управлении по контролю над ценами.
В 1945—1946 годах служил ответственным редактором газеты «Labor and Nation»
Преподавательскую деятельность начал в Бруклинском колледже в 1947—1949 годах. 
С 1948 года Бен являлся членом Американской экономической ассоциации.
В 1946—1953 годах являлся экономистом профсоюзной организации Совета еврейских организаций, а в 1953—1955 годах руководил общественными работами Комитета еврейского труда. 
С 1956 года работал аналитиком международных отношений профсоюзного движения Союза работников автопрома,
а в 1957—1965 годах был директором департамента образования и исследований Международного Союза розничных клерков.
С 1965 года профессор экономики и директор исследовательского центра по проблемам трудовых отношений в Массачусетском технологическом институте.
Умер 23 октября 1970 года.

## Награды
- 1970 — премия Веблена—Коммонса от Ассоциации эволюционной экономики[англ.].

## Сочинения
- Основные течения современной экономической мысли. — М.: Прогресс, 1968. — 600 с. (англ. Main Currents of Modern Economics: Economic Thought Since 1870, 1962).
- Сильные мира сего: бизнес и бизнесмены в американской истории. — М.: Прогресс, 1976 (англ. The Potentates: Business and Businessmen in American History, 1971).
- Poverty as a public issue, N.Y., 1963.
- Most notorious victory. Man in an age of automation, N.Y., 1966.
- Permanent poverty. An American syndrome, Chicago, 1968.